# Tassadit Yacine
Pour les articles homonymes, voir Tassadit.
Tassadit Yacine, ou Tassadit Yacine-Titouh (en kabyle : Taseɛdit Yasin-Tituḥ), née le 14 novembre 1949 à Boudjellil, est une anthropologue et enseignante-chercheuse algérienne, spécialiste de la culture berbère.
Directrice d'études à l'École des hautes études en sciences sociales (EHESS) et membre du laboratoire d'anthropologie sociale. Elle dirige également la revue d'études berbères Awal (« La parole ») fondée en 1985 à Paris avec l'anthropologue algérien Mouloud Mammeri et le soutien du sociologue Pierre Bourdieu.

## Biographie
Tassadit Yacine-Titouh naît le 14 novembre 1949 au village Ath Sidi-Braham, dans la commune de Boudjellil, en Kabylie (Algérie).
Elle étudie la langue et la littérature espagnole à l'université d'Alger, elle obtient son diplôme en 1980.
Elle s'installe à Paris en 1987, pour poursuivre ses études. En 1992, elle obtient un doctorat en anthropologie de l'université Paris 1 Panthéon-Sorbonne. Elle devient par la suite, directrice d'études à l'École des hautes études en sciences sociales (EHESS) et membre du Laboratoire d'anthropologie sociale du Collège de France.
Le 10 février 2023, Tassadit Yacine devient membre de l'Académie ambrosienne de Milan qui vise à promouvoir les échanges interculturels.

## Recherche
Tassadit Yacine a mené diverses recherches sur l'anthropologie de la culture berbère. Son approche de l'anthropologie sociale combine l'évaluation scientifique avec la littérature orale. Elle est un expert sur le travail de Bourdieu, plaçant ses expériences en Algérie comme une influence centrale sur sa philosophie. Elle a édité les journaux de Jean Amrouche, permettant une meilleure compréhension de son influence sur la littérature. Elle a édité une collection des écritures de Bourdieu, où Yacine a placé son travail dans ses contextes politiques algériens.
Elle est une experte de la vie des peuples berbères et a publié et parlé abondamment sur le sujet, en particulier sur la façon dont la culture et la langue arabes ont érodé les identités amazighes au cours du XXe siècle. Yacine a étudié la langue kabyle et les cultures littéraires berbères en particulier. Elle est également une autorité sur la façon dont le genre se croise avec l'érosion des identités culturelles dans la culture amazighe, en utilisant un cadre freudien pour l'analyse culturelle. Ce travail a été développé dans une thèse ultérieure de Terhi Lehtinen. Deux de ses travaux académiques les plus significatifs sont : Chacal ou la ruse des dominés (2001) et Si tu m'aimes, guéris-moi (2006). Dans ce dernier livre, Yacine place la culture berbère dans son contexte méditerranéen plus large, tout en transcendant la distinction traditionnelle entre les cultures orale et écrite.

## Publications

### Ouvrages
- 1987 - Poésie berbère et identité: Qasi Udifella héraut des At Sidi Braham, Paris, Maison des sciences de l'homme, préface de Mouloud Mammeri.
- 1987 - L'izli ou l'amour chanté en kabyle, Préface de Pierre Bourdieu, Paris, MSH -  (ISBN 273510253X).
- 1989 - Aït Menguellet chante... Chansons berbères contemporaines, Paris, La Découverte -  (ISBN 2707118877). Préface de Kateb Yacine.
- 1992 - Les Kabyles. Éléments pour la compréhension de l'identité berbère en Algérie, Paris, GDM -  (ISBN 2-906589-13-6).
- 1992 - Amour, phantasmes et sociétés en Afrique du Nord et au Sahara, Paris, L'Harmattan -  (ISBN 2738417620).
- 1993 - Les voleurs de feu, Paris, La Découverte - (ISBN 2707122890).
- 1995 - Chérif Kheddam ou l'amour de l'art, Paris, La Découverte-  (ISBN 2707124192).
- 1995 – Piège ou le combat d'une femme algérienne: Essai d'anthropologie de la souffrance, Paris, Awal/Publisud -  (ISBN 2866007581).
  - 1996 – Nuara. Quaderno poetico di una donna cabila (éd. italienne par les soins de Domenico Canciani), Edizioni Lavoro -  (ISBN 978-8879107181)
- 2001 - Chacal ou la ruse des dominés, Paris, La Découverte -  (ISBN 2707133957).
  - 2011 Sciacallo. Sociologia dell'astuzia e del dominio (éd. italienne par les soins de Clelia Castellano), Roma, Aracne -  (ISBN 978-88-548-4119-2).
- 2003 - Jean Amrouche, l'éternel exilé. Antologia di testi (1939 - 1950), Parigi, Éditions Awal-IBIS Press -  (ISBN 2910728250).
- 2006 - Si tu m'aimes, guéris moi: études d'ethnologie des affects en Kabylie, Paris, Maison des sciences de l'homme -  (ISBN 2735110869).
- 2008 - Pierre Bourdieu, Esquisses algériennes, textes édités et présentés par Tassadit Yacine, Paris, Seuil -  (ISBN 978-2020982863)
- 2009 - Jean El Mouhoub Amrouche, Journal (1928-1962), texte édité par Tassadit Yacine Titouh, Paris, Non Lieu -  (ISBN 978-2352700562)
- 2011 Le retour de Jugurtha. Amrouche dans la lutte : du racisme de la colonisation, Tizi Ouzou, Passerelles Éditions -  (ISBN 9789931905103)
- 2014 - Lbachir Amellaḥ, Poésies kabyles, Franco-Berberes Eds,  (ISBN 9782354530389)
- 2017 - Souviens-toi ramier - contes d'amour kabyles,  (ISBN 2352702488)
- 2018 - Avec Mouloud Mammeri,  (ISBN 2352702666)
- 2018 - Femmes berbères de part et d'autre de la Méditerranée ; domination, subjectivité et subversion symbolique, Editions Croquant
- 2019 - Kabylie 1871 l'insurrection, Editions Koukou,  (ISBN 9789931315490)
- 2022 - Pierre Bourdieu en Algérie (1956-1961). Témoignages, Vulaines-sur-Seine, Éditions du Croquant, coll. « Sociétés et politique en Méditerranée », 250 p.  (ISBN 9782365123518)
- 2023 - Relire Feraoun: Entre lucidité, combat et engagement, Koukou Editions,  (ISBN 9789931315704)

### Articles
2003
- « Colonialisme et exclusion familiale : les exemples de Jean Amrouche et Daniel Prévost », Hommes & migrations, 1244, juillet-août, p. 65-82.(texte)
- « L’indépendance tragique ou l’exil absolu », Area, 5, sept., p. 121.
- « Création et marginalité : statut de la musique dans le monde rural (exemple de la société kabyle), Studi magrebini, Nuova Serie, no 1, p. 219-244.
- « Du prolétariat et de la paysannerie en Algérie. Pour une archéologie de la domination symbolique », in L’Anthropologie du Maghreb selon Berque, Bourdieu, Geertz et Gellner, Actes du colloque de Lyon (21-23 septembre 2001), Paris, Awal/Ibis Press, p. 179-193.

2004
- « Image de soi et altérité coloniale. L’exemple de Jean Amrouche », Cahiers de la Méditerranée, 66, p. 293-303.
- « Autour de la Méditerranée », entretien avec Pierre Vidal-Naquet, Awal, 29, p. 3-15.
- « Imaginaire et création en Algérie : l’exemple kabyle », in : Literatures orals i nous espais de communicacio a la mediterrania, Barcelone, publicacions de la residencia d’investigadors, 22, p. 25-42
- « Le verbe dans la relation entre le corps et les affects en Kabylie », in : Héritier, F. ; Xanthakou, M. (sous la direction de), Corps et affects, Paris, Odile Jacob, 2004, p. 255-273.
- « Pierre Bourdieu e l’Algeria, La genesi di una etnosociologia liberatrice », in Erreffe, 50, p. 129-138.
- « Bourdieu et l’Algérie », Revue d’études francophones : art en coréen, Séoul, p. 180-223.
- « Pierre Bourdieu et la sociologie de l’Algérie », Ethnography, 5, Berkeley, p. 487-509.
- « La poésie berbère au Maroc » (avec Nabil Boudraa), Studi magrebini, vol. 2, p. 223-235.

2005
- « Pierre Bourdieu, amusnaw kabyle ou intellectuel organique de l’humanité », in : Rencontres avec Pierre Bourdieu, Paris, éditions du Croquant, p. 565-574.
- « Pierre Bourdieu et la sociologie de l’Algérie », Revue d’études francophones, 14, Séoul, p. 180–217.
- « Bourdieu et l’Algérie », in : Le symbolique et le social. La réception internationale de la pensée de Pierre Bourdieu. Actes du colloque de Cerisy-la-Salle (11-19 juillet 2001), Liège, Les éditions de l’Université de Liège, p. 33-51.

2007
- « Jean Amrouche. Genèse d’une conscience politique », in : Figures croisées d’intellectuels, Paris, Khartala, 2007, p. 197-214.
- « Femmes, Espace et Création dans le Monde Berbère » et : « Women, Space and Creation in Berber Society », translated from the French by Meriem Pages», Metamorphoses, Edited by Meriem Pagès and Mohammed Hassan, vol. 15.1-2 (Spring and Fall 2007), p. 192-209 et 210 ss.
- « Servir les hommes », Agone, no 37, 2007, p. 53-69.

2008
- « Entre le possible et l’impossible : les femmes algériennes et la conquête de leur autonomie », Colloque du 27 au 31 août 2007  L’égalité a-t-elle un sexe ?, p. 157-173.
- Lire les fables kabyles dans le prolongement de Raymond Lulle (en  anglais, en espagnol), Quaderns de la Mediterrania, no 9, p. 63-68.

2009
- « Taos Amrouche ou L'entreprise d’objectivation de soi », in Awal, « Taos Amrouche, une féministe avant l’heure ? », no 39, p. 7-23.